# Louis Le Chatelier
Louis Le Chatelier (Parigi, 20 febbraio 1815 – Parigi, 10 novembre 1873) è stato un ingegnere francese.
Specialista di ingegneria mineraria, fu anche un progettista attivo negli ambiti della siderurgia e nella tecnologia ferroviaria. Partecipò al dibattito chimico della prima metà dell'Ottocento.

## Biografia

### Studi
Tra il 1834 e il 1836 fu allievo dell'École polytechnique, dove conseguì il titolo di ingegnere minerario.

### Attività scientifica
Partecipò al dibattito che, all'inizio del XIX secolo, oppose gli "equivalentisti", di cui fece parte, ai sostenitori della realtà dell'atomo.

### Attività professionali
Inventò dei metodi per l'individuazione del grisou e tra essi una lampada che porta il suo nome.
Contribuì a mettere a punto un procedimento per l'estrazione dell'alluminio dalla bauxite.
Favorì l'introduzione del procedimento Martin-Siemens nella siderurgia.
Amico e collaboratore di Eugène Flachat, fu uno dei primi realizzatori della rete ferroviaria francese. Inventò la frenatura a controvapore, che fu largamente utilizzata nelle locomotive a vapore.
Lavorò agli impianti igienico-sanitari di diverse città e particolarmente alla depurazione delle acque reflue.
Tra i suoi figli si distinsero il chimico Henri_Le_Châtelier, l'esploratore Alfred Le Chatelier e l'ingegnere e industriale Louis Le Chatelier (1853-1928).

## Omaggi
- Il suo nome è iscritto sulla torre Eiffel.
- Una via di Parigi porta il suo nome: la rue Le Chatelier, nel 17º arrondissement.
- Gli fu conferito il titolo di ufficiale dell'Ordine di Leopoldo.

## Pubblicazioni
- Mémoire sur les eaux corrosives employées dans les chaudières à vapeur (1842)
- Chemins de fer d'Allemagne, description statistique, système d'exécution, tracé, voie de fer (1845)
- Recherches expérimentales sur les machines locomotives, avec Ernest Goüin (1845)
- Études sur la stabilité des machines locomotives en mouvement (1849)
- Guide du mécanicien constructeur et conducteur de machines locomotives, avec Eugène Flachat, Jules Pétiet et Camille Polonceau (2 volumes, 1851)
- Chemins de fer d'Angleterre en 1851. Matériel fixe, matériel roulant, exploitation et administration, législation et statistique (1852)
- Chemins de fer. Mémoire sur la marche à contre-vapeur des machines locomotives, notice historique (1869)
- Chemins de fer. Supplément au mémoire sur la marche à contre-vapeur des machines locomotives (1869)
- Assainissement, note sur l'épuration des eaux d'égout (1872)

## Fonti biografiche
- Necrologio in La Nature, 1874, di P. Henry, su cnum.cnam.fr.